# Kashmiri pandit
Kashmiri pandit är en indisk kast med ursprung i Kashmir. Inom det ursprungliga hinduiska systemet med fyra varna-kaster tillhör kashimri pandit den högsta kategorin brahminer,  vilkas samhälleliga uppgift brukar beskrivas som präst, lärare och skriftlärd.
Gruppen har sedan 1700-talets slut haft en viktig roll i indisk politik och samhällsdebatt.  Indiens första premiärminister Jawaharlal Nehru var kashmiri pandit.